# New Frontier (nummer)

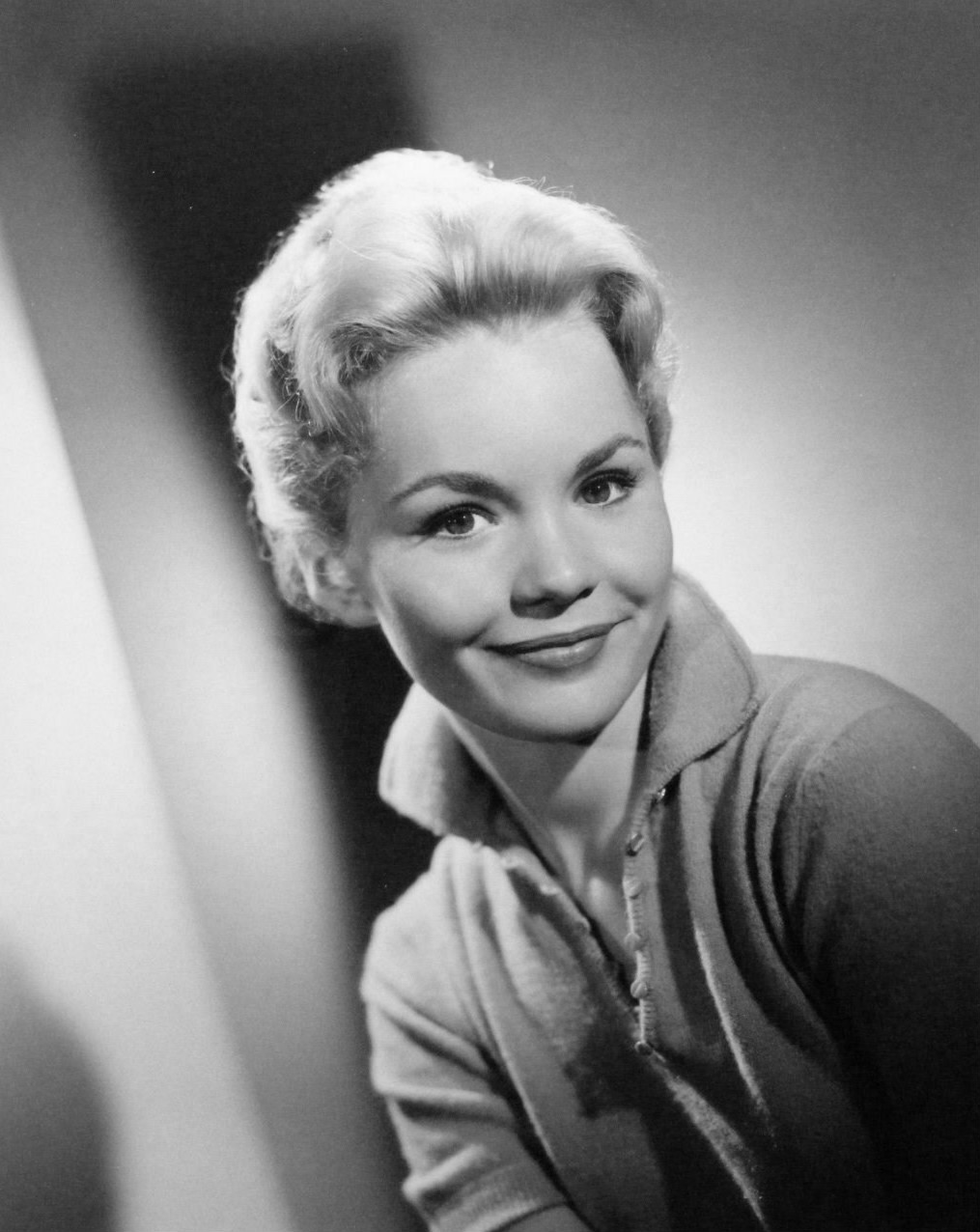
Tuesday Weld in 1960, de periode waarover het lied gaat

New Frontier is een lied geschreven door Donald Fagen. Hij schreef het voor zijn debuutalbum als soloartiest: The nightfly.

## Lied
Fagen schreef, in een periode dat "zijn" muziekgroep Steely Dan een stilteperiode had, een deels autobiografisch album vol. New Frontier past daar tussen. Het handelt over een romantische ontmoeting in de schuilkelder bij Fagen thuis ("a dugout my father built in case the reds decide to push the button"). Zij lijkt daarbij op Tuesday Weld en houdt van de muziek van Dave Brubeck. Hij valt op haar ogen en de muziek waarvan zij houdt. Hij ziet echter geen toekomst thuis en wil naar de stad en verder trekken ('till I move to the city" en "learn design and study overseas"), de zogenaamde new frontier. De tekst is een mengeling van sarcasme en nostalgie ondersteund door muziek in de stijl van jazz en funk. De titel New Frontier is gelieerd aan de gelijknamige toespraak uit 1960 van president John F. Kennedy waarin hij sprak van "wij staan op de drempel van een nieuwe tijd" na behoudender tijden; die term greep weer terug op New Deal van Franklin Delano Roosevelt.

## Musici
- Donald Fagen – zang, achtergrondzang, synthesizer
- Larry Carlton -gitaar
- Ed Greene – drumstel
- Abraham Laboriel – basgitaar
- Hugh McCracken – mondharmonica
- Michael Omartian - piano, elektrische piano
- Starz Vanderlocket – percussie, achtergrondzang

## Single
Het nummer werd in januari 1983 als single uitgebracht met als B-kant Maxine. Voor die single werd het lied sterk ingekort, van 6:23 tot 3:50. Die uitgave ging vergezeld door een muziekvideo onder productie van Annabel Jankel en regie Rocky Morton. De video volgt het verhaal van het lied en laat een mengeling zien van animatie en livebeelden. Fagen heeft een cameo; hij is te zien op de poster waarop de hoes van The nightlfy is afgebeeld. Er is voorts een elpee en karikatuur van Dave Brubeck te zien. In terugblik werd het gezien als een van de mooiste video's uit de beginperiode van MTV. De video is geschoten bij een huis dat op de achterkant van de hoes van het album staat afgebeeld.
De verkoopcijfers waren niet hoog. In de Verenigde Staten haalde het slechts een 70e plaats. In de Nederlandse Nationale Hitparade haalde het slechts een week notering; plaats 47 in een top 50.

## NPO Radio 2 Top 2000
| Nummer met noteringen in de NPO Radio 2 Top 2000 | '99  | '00-'03 | '04  |
| ------------------------------------------------ | ---- | ------- | ---- |
| New Frontier                                     | 1258 | -       | 1928 |

1. ↑  Een '-' betekent dat het nummer niet was genoteerd en een vetgedrukt getal geeft de hoogste notering aan.
2. ↑  Deze tabel is bijgewerkt tot en met de laatste editie (2024).